# Ристіярві
Ристіярві (фін. Ristijärvi) — громада в провінції Кайнуу, губернія Оулу, Фінляндія. Загальна площа території — 897,92 км, з яких 62,31 км² — вода. 

## Демографія
На 31 січня 2011 в громаді Ристіярві проживало 1511 чоловік: 767 чоловіків і 744 жінок. 
Фінська мова є рідною для 99,41% жителів, шведська — для 0%. Інші мови є рідними для 0,59% жителів громади. 
Віковий склад населення: 
- до 14 років — 10,46%
- від 15 до 64 років — 59,56%
- від 65 років — 30,11%

Зміна чисельності населення за роками:  
| рік  | чисельність |
| ---- | ----------- |
| 1980 | 2469        |
| 1990 | 2150        |
| 2000 | 1796        |
| 2010 | 1513        |
| 2011 | 1511        |
| 2015 | 1414        |
| 2016 | 1346        |

## Відомі люди, які народилися в Ристіярві
- Кайса Мякяряйнен, біатлоністка, чемпіонка світу 2011 (переслідування), неодноразовий призер Чемпіонатів та етапів кубка світу.
- Мінна Лейнонен, стрілець з пневматичної гвинтівки, чемпіонка Паралімпійських ігор 2004 і ЧС 2014 (Зуль).
- Карі Хяркенен, лижник, чемпіон світу 1985 (15 км).
- Саломо Пулккінен, член Едускунти.
- Ганну Таккула, депутат Європарламенту.